# Rock De Puta Mierda

## Låtlista
1. "Phenobarbital" - 2:26
2. "3D-TV" - 2:08
3. "Automatic" - 2:27
4. "Crap-thinker" - 1:49
5. "This Man, This Monster" - 1:41
6. "Pupo Diavolo" - 2:34
7. "You're My Favorurite" - 1:57